# Pirámide de la Luna
La pirámide de la Luna es un basamento piramidal truncado dedicado al culto público durante la época prehispánica. Es el segundo más destacado de la zona arqueológica de Teotihuacán (Teotihuacán de Arista-San Martín de las Pirámides, Estado de México), precedido por la pirámide del Sol y el segundo más grande de Mesoamérica. Está situada en la plaza de la Luna, flanqueada de trece plataformas piramidales menores. A su vez el conjunto anterior está al extremo noroeste del gran centro ceremonial y, por ello, de la calzada de los muertos. Tiene 43 o 45 m de altura y mide 130 o 140 m × 150 o 156 m en su base rectangular. Su contorno probablemente imita al Cerro Gordo (Ecatepec de Morelos, Estado de México) —al norte de la ciudad—, llamado en náhuatl tenan, que significa ‘madre [de piedra]’. Comenzó a erigirse a la par que la pirámide del Sol, entre los ss. ii a. C. y el i d. C. (fase Tzacualli, c. 1-150 d. C.)

## Historia

### Antecedentes
Teotihuacán fue el primer gran centro poblacional, cosmopolita, urbano, tropical multiétnico y capitalino del centro de México y de Mesoamérica durante el Clásico, aproximadamente del 150 a. C. al 650 d. C. Las incógnitas que implican su fundación, desarrollo, desaparición y su arquitectura monumental hacen que sea un referente de la historiografía y arqueología mesoamericana, entre otros motivos. Es sabido que su influencia se distribuyó uniformemente por toda el área cultural mesoamericana y viceversa, incluso siglos después de su declive y desaparición. Las pistas de su influencia son rastreables en el área de Oaxaca (Monte Albán), la costa del Golfo (El Tajín), el área maya (Tikal, Copán, Kaminaljuyú, Dzibilchaltún), y evidentemente el altiplano central (Xochicalco, Tula) gracias a los indicios arquitectónicos, uno de sus legados más influyentes. Hacia el 200 d. C. llegan a Teotihuacán, entre otros, el talud-tablero procedente de la región de Puebla-Tlaxcala, posiblemente de Tlalancaleca y Tetla. Se populariza rápidamente y lo comienza a extender por Mesoamérica convirtiéndolo en un manifiesto propio de la cultura de Teotihuacán.  Su uso se extendió paulatinamente por toda el área sin distinguir regiones y cronologías. En el área maya aparece sin modificaciones en las tierras altas de Kaminaljuyú, con menor medida en las tierras bajas de Tikal y Dzibilchaltún hacia el Clásico temprano con algunas particularidades. Por los próximos cinco siglos será un elemento fundamental en la arquitectura religiosa del sitio. y aún se empleó durante el Posclásico tardío en México-Tenochtitlan, la capital del imperio mexica hasta la conquista (1325-1521 d. C.).
El estilo arquitectónico propio empleado se basaba en una planificación simétrica y armoniosa partiendo de un modelo primordial cuatripartito orientado al este, producto de la observación astronómica. La gran plaza ceremonial, principal exponente de la arquitectura monumental religiosa del sitio, se encuentra articulada por dos ejes principales: la Calzada de los Muertos (norte-sur) y el río San Juan (este-oeste), dirección en la que se trazan otras calles. El centro fundamental del lugar es el conjunto de la Ciudadela, punto en el que convergen los dos ejes de la ciudad.

## Arquitectura

Comparación de la altura de distintas pirámides egipcias y americanas, incluyendo Pirámide de la Luna, y también edificios modernos.

La Pirámide de la Luna cubre una estructura más antigua y tenía ya ese perfil desde la etapa anterior al año 200 d. C. Entre 210 y 450 d. C., se le añadió la estructura de cuatro cuerpos talud-tablero frente a la escalinata que da a la Calzada de los Muertos. Dicha estructura tenía una plataforma en la parte superior que sirvió para realizar ceremonias en honor de Chalchiutlicue, la diosa del agua relacionada con la Luna, a quien se le dedicó el templo superior y cuya escultura fue hallada al pie de la pirámide. 
Frente a ella está la Plaza de la Luna que contiene un altar central y una original construcción con divisiones internas, conformada por cuatro cuerpos rectangulares y cuatro en diagonal, formando un modelo que recibe el nombre de «cruz teotihuacana».

## Función

### Simbolismo
Su privilegiada ubicación, no solo al ser el componente más notorio de la plaza de la Luna y comienzo de la calzada de los muertos, remite a que probablemente tenía un importante simbolismo religioso dentro del axis-mundi plasmado en el urbanismo de Teotihuacán, trazado con base a la astronomía cosmogónica mesoamericana.

## Actualidad
Recientemente, los arqueólogos han excavado debajo de la pirámide de la Luna. Los arqueólogos están buscando pistas sobre la historia de esta misteriosa cultura. Túneles cavados en la estructura han revelado que la pirámide experimentó por lo menos seis renovaciones; cada nueva adición era más grande y abarca la estructura anterior.
Como los arqueólogos cavaron a través de las capas de la pirámide, descubrieron artefactos que proporcionan el comienzo de una línea de tiempo en la historia de Teotihuacán. El hallazgo más reciente, realizado por un equipo liderado por Saburo Sugiyama, Profesor adjunto Facultad en la Universidad Estatal de Arizona y profesor en la Universidad de la Prefectura de Aichi en Japón, y Rubén Cabrera del Instituto Nacional de Antropología y la historia de México es una tumba aparentemente dedicada a la quinta fase de construcción. Contiene cuatro esqueletos humanos, huesos de animales, joyas, obsidiana y una amplia variedad de otras ofrendas. Los arqueólogos estiman que el entierro se produjo entre los años 100 y 200 d. C.
Otra tumba dedicada a la gran diosa fue descubierto en 2007. Está fechada en la cuarta etapa de la construcción. Contenía una sola víctima sacrificial humana masculina, así como un lobo, un jaguar, un puma, una serpiente, varios esqueletos de aves y más de 400 otras reliquias que incluyen una gran piedra verde y figurillas de obsidiana, cuchillos ceremoniales y puntas de lanzas.